# Абзаковська сільська рада
Абза́ковська сільська рада (рос. Абзаковский сельский совет) — муніципальне утворення у складі Бєлорєцького району Башкортостану, Росія. Адміністративний центр — село Абзаково.

## Історія
17 грудня 2004 року до складу сільради були передані території площею 26,83 км² Баїмовської сільради Абзеліловського району та площею 21,94 км² Казаккуловської сільради Учалинського району.

## Населення
Населення — 1984 особи (2019, 1935 в 2010, 1952 в 2002).

## Склад
До складу поселення входять такі населені пункти:
| Населений пункт      | Населення, осіб (2002) | Населення, осіб (2010) |
| -------------------- | ---------------------- | ---------------------- |
| Абзаково, село       | 1286                   | 1331                   |
| Карагайли, присілок  | 11                     | 4                      |
| Касмакти, присілок   | 32                     | 14                     |
| Мухаметово, присілок | 230                    | 213                    |
| Новоабзаково, село   | 309                    | 295                    |
| Уралтау, село        | 84                     | 78                     |